# Emil Nielsen
Emil Nielsen, född 10 mars 1997, är en dansk handbollsmålvakt som spelar för FC Barcelona och det danska landslaget. 
Han deltog i U18-EM 2014, och kom där med i All-Star Team som bäste målvakt.  Han debuterade i danska A-landslaget 2018, och var en del av den trupp som i VM 2021 tog guld.